# 道の駅みたら室蘭
道の駅みたら室蘭（みちのえき みたらむろらん）は、北海道室蘭市にある国道37号の道の駅である。

## 概要
白鳥大橋記念館を中核施設とし、施設内には白鳥大橋の建設時のパネルなどを展示している。2019年4月27日にリニューアルオープンし、くじら食堂と鉄ノ街珈琲の2店舗がテナントとして入居した。また記念館を含む一帯がみなとオアシス室蘭としてみなとオアシスに指定されている。
2022年には室蘭港フェリーターミナル内に設置されていた「みなとピアノ」が移設された。室蘭市立高砂小学校（2019年度閉校）で使われていたピアノで、2021年3月にフェリーターミナルの活性化のため移設されたが、2022年2月1日の航路休止によるフェリーターミナル閉鎖により当駅に移設された。

## 施設
- 駐車場
  - 普通車：48台
  - 大型車：6台
  - 身障者用：4台
  - 市立室蘭水族館の駐車場（約200台）も利用可
- トイレ
  - 男：大 3器  小 6器
  - 女：15器
  - 多目的トイレ：2器
- 公衆電話：1
- 売店コーナー（夏期 9:30 - 19:00 冬期 9:30 - 17:00）
- 喫茶コーナー（夏期 9:30 - 18:00 冬期 9:30 - 17:00）
- くじら食堂（夏期 平日10:00 - 17:00 土日祝日 10:00 - 18:00　冬期 平日 10:00 - 15:00 土日祝日 10:00 - 16:00）
- 鉄ノ街珈琲（夏期 平日 10:00 - 17:00　土日祝日 10:00 - 18:00　冬期 平日 10:00 - 15:00 土日祝日 10:00 - 16:00）
- 白鳥大橋記念館（夏期 9:30 - 19:00 冬期 9:30 - 17:00）

## 管理
- 一般社団法人　室蘭観光協会（指定管理者制度により2027年3月31日まで管理）

## 歴史

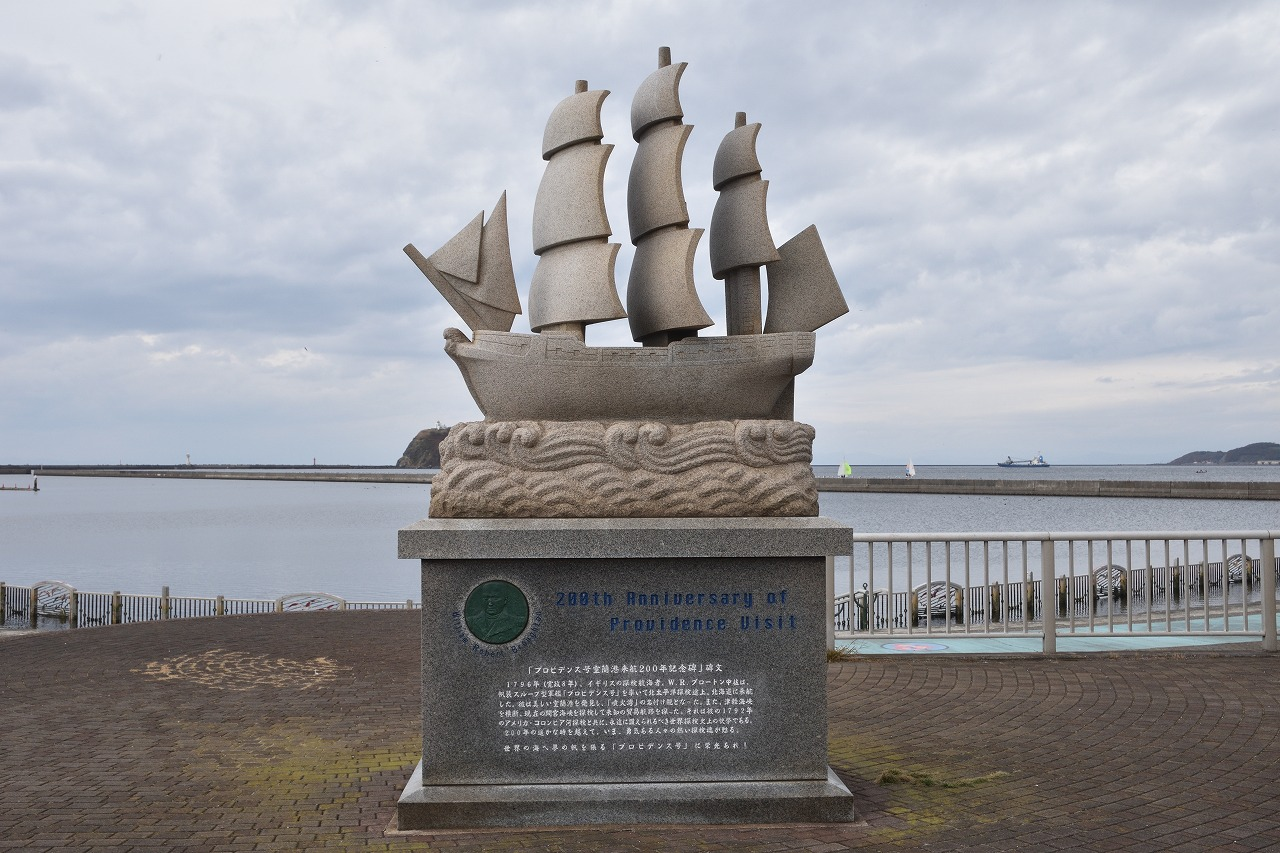
道の駅に隣接する絵鞆臨海公園に建つプロビデンス号のモニュメント。

- 1998年（平成10年） - 白鳥大橋の開通と同時に開駅。
- 2012年（平成24年）7月9日 - 一帯がみなとオアシスとして登録される。
- 2019年（平成31年）4月27日 - リニューアルオープン。（飲食エリア新設・売店コーナー面積拡大）
- 2023年（令和5年）6月1日 - 室蘭市のネーミングライツ契約により、愛称が「カナスチールみたら室蘭」になる。
- 2024年（令和6年）1月4日 - 飲食テナントとして「鶏ざんまい」が新たに入居。

## 休館日
- 毎週木曜日（11月 - 3月。ただし木曜日が祝日の場合はその翌日）
- 年末年始（12月31日及び1月1日）

## アクセス
- 国道37号 - 登録路線
- 臨港道路祝津絵鞆線

## 周辺
- 白鳥大橋
- 地球岬
- パークゴルフ場
- むろらん温泉ゆらら
- 市立室蘭水族館
- 室蘭港エンルムマリーナ - むろらん海の駅に登録。道の駅とともにみなとオアシス室蘭を構成する。